# Харт-хаус (Калгари)
Харт-хаус — резиденция, расположенная в районе Паттерсон-Хайтс в Калгари, Альберта, Канада. Когда-то принадлежавший Стю Харту, он был домом для его обширной семьи профессиональных борцов в течение 52 лет с октября 1951 года до смерти Стю Харта в октябре 2003 года.
Во время владения семьей Хартов подвал особняка использовался как тренировочный зал и школа борьбы, известная как подземелье Харта, которая произвела много успешных профессиональных рестлеров. Помимо семьи Харт, в особняке также проживало множество других борцов, а также множество домашних и цирковых животных, которые иногда использовались в шоу Stampede Wrestling.
Здание имеет большую историческую ценность для индустрии рестлинга, и WWE признал его таким же важным и значительным, как Мэдисон-сквер-гарден. В 2012 году город Калгари объявил здание объектом культурного наследия.